# Muricea fruticosa
Muricea fruticosa is een zachte koraalsoort uit de familie Plexauridae. De koraalsoort komt uit het geslacht Muricea. Muricea fruticosa werd in 1869 voor het eerst wetenschappelijk beschreven door Verrill. 